# 1912 au Canada
Pour un article plus général, voir Chronologie du Canada.
Cet article traite des événements qui se sont produits durant l'année 1912 au Canada.

## Événements

### Politique
- 1er avril : le gouvernement fédéral remet au Québec l’Ungava (le Nouveau-Québec).
- 29 avril : élection générale au Yukon.
- 15 mai : élection générale québécoise de 1912. Lomer Gouin (libéral) est réélu au Québec.
- 11 juillet : élection générale saskatchewanaise de 1912. Le libéral Thomas Walter Scott est réélu.
- Juillet : adoption du Règlement 17 pour limiter l'usage du français dans les écoles de l'Ontario.

### Justice
- Fermeture de la Prison du Pied-du-Courant et inauguration de la Prison de Bordeaux à Montréal.

### Sport

#### Hockey sur glace
- Hockey sur glace : les Bulldogs de Québec remportent la Coupe Stanley.

#### Jeux olympiques
- Jeux olympiques de Stockholm
  - Le nageur George Hodgson remporte 2 médailles d'or au 400 mètres libre et au 1500 mètres libre.

#### Football
- Football canadien, les Alerts de Hamilton rempotent la Coupe Grey contre les Argonauts de Toronto.

#### Cyclisme
- première édition des Six Jours de Toronto

### Économie
- 12 juin : inauguration du Château Laurier à Ottawa.
- Fondation de l'aciérie Dofasco.
- La Compagnie de la Baie d'Hudson ouvre des grands magasins dans des grandes villes.
- Établissement d'une communauté francophone à Rivière-La-Paix en Alberta.

### Science
- Thomas George Roddick contribue à créer Le conseil médical du Canada.

### Culture

#### Littérature
- Sunshine Sketches of a Little Town de Stephen Leacock.

#### Théâtre
- Olivier Guimond, père incarne le rôle de Ti-Zoune au théâtre burlesque dans la troupe de Arthur Pétrie.
- Ouverture du théatre Gayety à Montréal.

#### Autres
- premier Stampede de Calgary. L'événement va se poursuivre annuellement.

### Religion
- 15 juin : érection de l'exarchat apostolique de Winnipeg. Nicétas Budka en est le premier évêque.
- 30 novembre : érection du Diocèse catholique de Calgary.
- Établissement de l'Abbaye Saint-Benoît-du-Lac au Québec.

### Divers
- 15 avril : naufrage du Titanic au large de Terre-Neuve. Les corps non réclamés sont enterrés dans des cimetières à Halifax.
- 15 mai : le Manitoba, l'Ontario et le Québec étendent leurs territoires au nord.
- 24 juin : grand feu de Chicoutimi au Québec : un incendie débute dans le Château Saguenay et se propage dans tout le centre-ville de Chicoutimi. 104 bâtiments, maisons ou commerces sont détruits mais aucune perte de vie n'est enregistrée.
- 30 juin : une tornade à Regina tue 28 personnes.

## Naissances
- 9 janvier : Juliette Huot, comédienne.
- 4 février : Louis-Albert Vachon, cardinal, archevêque de Québec († 29 septembre 2006).
- 1er mars : Gerald Emmett Carter, cardinal, archevêque de Toronto († 6 avril 2003).
- 12 mars : Irving Layton, poète.
- 21 mars : André Laurendeau, politicien.
- 22 mars : Agnès Martin artiste peintre.
- 2 avril : John Marlyn, auteur.
- 26 avril : A. E. van Vogt, auteur de science fiction.
- 5 mai : Louis-René Beaudoin, homme politique fédéral provenant du Québec.
- 13 mai : Gil Evans, homme de musique.
- 26 mai : Jay Silverheels, acteur.
- 8 juin : Maurice Bellemare, politicien québécois.
- 10 juin: Jean Lesage, premier ministre du Québec.
- 16 juin : Albert Chartier, dessinateur de bande dessinée.
- 2 juillet : René Bégin, homme politique fédéral provenant du Québec.
- 12 juillet : Gustave Blouin, homme politique fédéral provenant du Québec.
- 14 juillet : Northrop Frye, auteur et critique littéraire.
- 17 juillet : Art Linkletter, acteur et producteur.
- 5 octobre : 
  - Bora Laskin, juge à la cour suprême.
  - Oscar Thiffault, chanteur folkloriste et country.
  - Gérard Delage, gastronome.
- 8 novembre : June Havoc, actrice.
- 16 novembre : Richard Spink Bowles, lieutenant-gouverneur du Manitoba.

## Décès
- 1er mars : Edward Blake, premier ministre de l'Ontario et chef du Parti libéral du Canada.
- 15 avril : Charles Melville Hays président du Grand Trunk Railway. Il est décédé lors du naufrage du Titanic.
- 13 août : Errol Bouchette, sociologue et journaliste.
- 10 novembre : Louis Cyr, homme fort.
- 26 novembre : Lemuel Cambridge Owen, premier ministre de l'Île-du-Prince-Édouard.